# ŠK Đuro Đaković Slavonski Brod
ŠK Đuro Đaković Slavonski Brod – chorwacki klub szachowy z siedzibą w Slavonskim Brodzie.

## Historia
Klub został założony w 1922 roku pod nazwą Brodski Šahovski Klub. Pierwszym przewodniczącym był Oton Popović. W 1928 roku klub zdobył wicemistrzostwo Królestwa Serbów, Chorwatów i Słoweńców. W 1931 roku zespół ponownie zdobył wicemistrzostwo kraju. W latach 2006 i 2010 zespół zajął trzecie miejsce w rozgrywkach Prvej A ligi.
Zawodnikami klubu byli m.in. Csaba Balogh, Tamás Bánusz, Wiktor Bołogan, Ante Brkić, Ádám Horváth, Davorin Komljenović, Blažimir Kovačević, Peter Michalík, Tomáš Polák, Péter Prohászka, Zoltán Ribli, Davor Rogić i Róbert Ruck.